# لولا كوتن
لولا كوتن (بالإنجليزية: Lola Cotton)‏ هي ساحرة استعراضية وممثلة أمريكية، ولدت في 15 نوفمبر 1892، وتوفيت في 9 يوليو 1975.